# Salgó
Salgó (szlovákul Svätoplukovo, korábban Šalgov) község Szlovákiában, a Nyitrai kerületben, a Nyitrai járásban.

## Fekvése
Nyitrától 10 km-re délre, a Malom- és a Czedron-patak völgyében fekszik.

## Története
A települést 1386-ban "Salgow" alakban említik először. Gímes várának uradalmához tartozott. A 15. században a nagysurányi uradalom része. 1491-ben a pozsonyi káptalané, a 16. században a Nyáry és Sagay családé, a 19. században a Károlyiaké. 1598-ban és 1599-ben török és császári hadak égették fel. A török kiűzése után Miavából telepítették be újra. 1715-ben 22 ház állt a községben. 1720-ban 26 adózója, 1752-ben 114 családja volt. 1787-ben 65 házát 478-an lakták. 1828-ban 109 házában 759 lakos élt. Lakói mezőgazdasággal és szőlőtermesztéssel foglalkoztak.
Vályi András szerint "SALGÓ. Tót falu Nyitra Várm. földes Urai Berthold, és több Uraságok, lakosai külömbfélék; fekszik Ürményhez nem meszsze, és annak filiája; határja középszerű."
Fényes Elek szerint "Salghó, magyar-tót falu, Nyitra vgyében, Ürmény mellett, 588 kath., 175 evang., 4 ref., 16 zsidó lak. – Erdeje szép, s földje termékeny. F. u. többen. Ut. p. Nyitra."
Nyitra vármegye monográfiája szerint "Salgó, nagy község, az u. n. Fábián-völgyben, Nyitrától délre, 12 kilométerre. Lakosainak száma 1002; ezek többnyire tótajkuak (magyar csak 63 van) és tulnyomó számuk r. kath. vallásu, az ág. evangelikusok száma 144. Posta- és táviró Ürmény, vasúti állomása Nyitra-Ivánka. Két temploma van. A r. kath. templom 1833-ban, az ág. ev. 1861-ben épült. Gr. Károlyi Alajos örököseinek itt nagyobb kiterjedésü birtokuk van. A község 1386-ban Ghymes várának tartozékát képezte."
A trianoni békeszerződésig Nyitra vármegye Nyitrai járásához tartozott. 1936. május 30-án nagy jégeső károsította meg Nyitrát, valamint Alsó- és Felsőköröskény, Berencs, Cabajcsápor, Csekej, Nagyemőke, Nagycétény, Nyitracsehi, Nyitraegerszeg, Salgó, Tormos, Ürmény, Üzbég, Vicsáp és Apáti, illetve Zobordarázs falvakat.

## Népessége
| Év:            | 1994. | 2004.   | 2014.   | 2024.    |
| -------------- | ----- | ------- | ------- | -------- |
| Emberek száma: | 1275  | 1308    | 1331    | 1469     |
| Eltérés:       |       | +2,58 % | +1,75 % | +10,36 % |

| Év:            | 2023. | 2024.   |
| -------------- | ----- | ------- |
| Emberek száma: | 1473  | 1469    |
| Eltérés:       |       | -0,27 % |

1880-ban 869 lakosából 783 szlovák és 21 magyar anyanyelvű volt.
1890-ben 1002 lakosából 910 szlovák és 63 magyar anyanyelvű volt.
1900-ban 1061 lakosából 1000 szlovák és 31 magyar anyanyelvű volt.
1910-ben 1127 lakosából 1034 szlovák és 68 magyar anyanyelvű volt.
1921-ben 1216 lakosából 1186 csehszlovák és 18 magyar volt.
1930-ban 1390 lakosából 1364 csehszlovák és 6 magyar volt.
1991-ben 1270 lakosából 1189 szlovák és 4 magyar volt.
2001-ben 1286 lakosából 1242 szlovák és 5 magyar volt.
2011-ben 1310 lakosából 1202 szlovák és 1 magyar.
2021-ben 1368 lakosából 1317 (+4) szlovák, 5 (+2) magyar, 1 (+40) cigány, 1 ruszin, 6 (+8) egyéb és 38 ismeretlen nemzetiségű volt.

## Nevezetességei

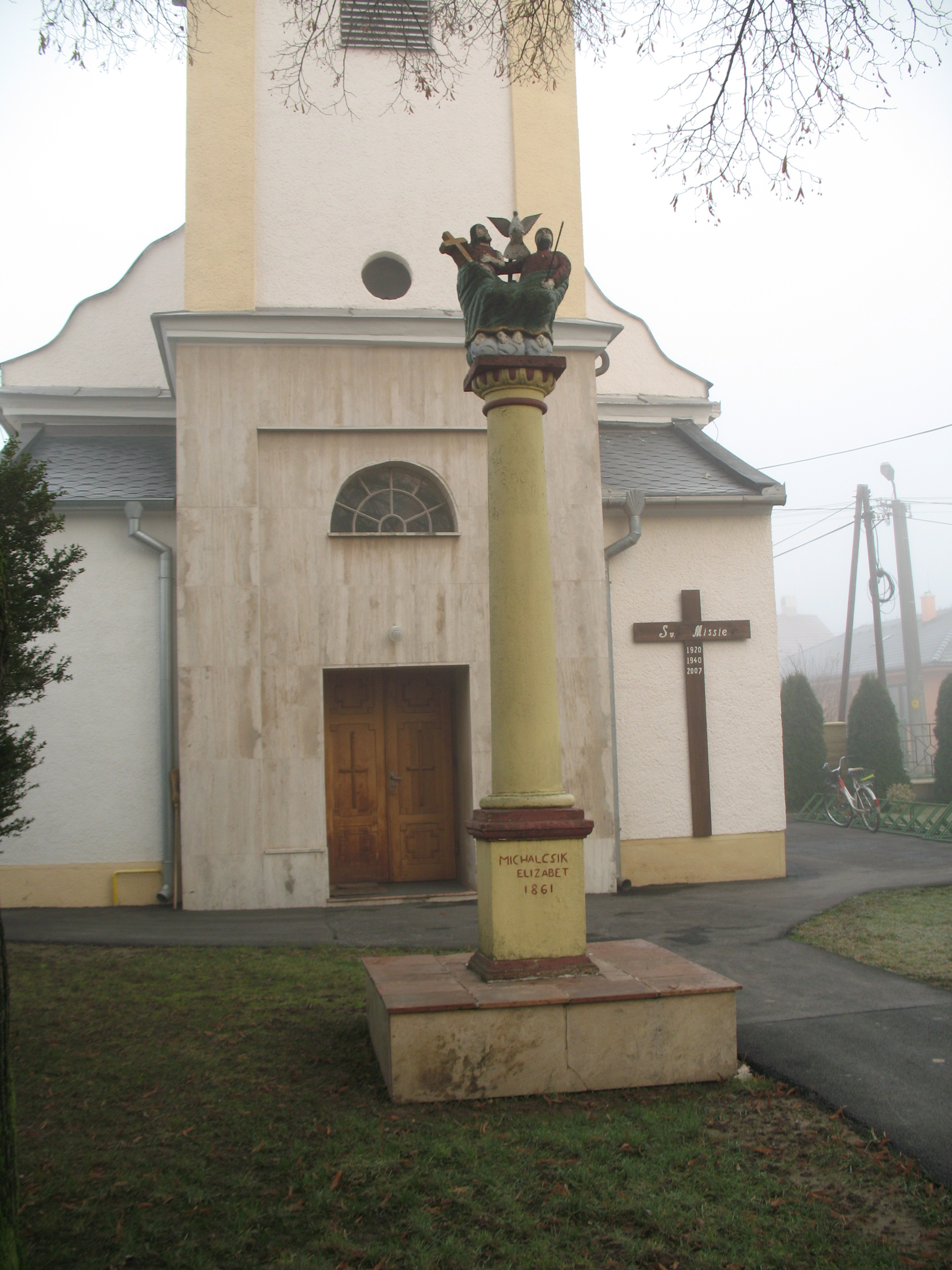
Szentháromság oszlop 1861-ből

- A Rózsafüzér királynője tiszteletére szentelt római katolikus temploma 1833-ban épült klasszicista stílusban.
- Evangélikus temploma 1861-ben épült késő klasszicista stílusban.

## Külső hivatkozások
- E-obce.sk Archiválva 2008. december 10-i dátummal a Wayback Machine-ben
- Salgó Szlovákia térképén
- Obce info.sk
- Travelatlas.sk